# Rajd Ypres 1984
Rajd Ypres 1984 (20. Ypres 24 Hours Rally) – 20. edycja rajdu samochodowego Rajd Ypres rozgrywanego w Belgii. Rozgrywany był od 29 czerwca do 1 lipca 1984 roku. Była to dwudziesta ósma runda Rajdowych Mistrzostw Europy w roku 1984 (rajd miał najwyższy współczynnik – 4) oraz szósta runda Rajdowych Mistrzostw Belgii..

## Klasyfikacja rajdu
| Miejsce                                         | Kierowca                                        | Pilot                                           | Samochód                                        | Czas                                            | Strata                                          |                                                 |
| Klasyfikacja generalna, ERC i mistrzostw Belgii | Klasyfikacja generalna, ERC i mistrzostw Belgii | Klasyfikacja generalna, ERC i mistrzostw Belgii | Klasyfikacja generalna, ERC i mistrzostw Belgii | Klasyfikacja generalna, ERC i mistrzostw Belgii | Klasyfikacja generalna, ERC i mistrzostw Belgii | Klasyfikacja generalna, ERC i mistrzostw Belgii |
| ----------------------------------------------- | ----------------------------------------------- | ----------------------------------------------- | ----------------------------------------------- | ----------------------------------------------- | ----------------------------------------------- | ----------------------------------------------- |
| 1.                                              | Henri Toivonen                                  | Ian Grindrod                                    | Porsche 911 SC RS                               | 5:16:24                                         | 0.0                                             |                                                 |
| 2.                                              | Patrick Snijers                                 | Dany Colebunders                                | Porsche 911 SC RS                               | 5:21:33                                         | +5:09                                           |                                                 |
| 3.                                              | Carlo Capone                                    | Sergio Cresto                                   | Lancia 037 Rally                                | 5:22:39                                         | +6:15                                           |                                                 |
| 4.                                              | Jimmy McRae                                     | Rob Arthur                                      | Opel Manta 400                                  | 5:29:36                                         | +13:12                                          |                                                 |
| 5.                                              | Guy Colsoul                                     | Alain Lopes                                     | Opel Manta 400                                  | 5:34:43                                         | +18:19                                          |                                                 |
| 6.                                              | Bernard Mathon                                  | Béatrice Hanocq                                 | Renault 5 Turbo                                 | 5:36:10                                         | +19:46                                          |                                                 |
| 7.                                              | Pierre Dumoulin                                 | Jos Dumoulin                                    | Porsche 911 SC                                  | 5:46:21                                         | +29:57                                          |                                                 |
| 8.                                              | José Lareppe                                    | Joseph Lambert                                  | Opel Ascona i2000                               | 5:49:35                                         | +33:11                                          |                                                 |
| 9.                                              | Gaby Goudezeune                                 | Serge Messine                                   | Alfa Romeo Alfetta GTV6                         | 5:52:10                                         | +35:46                                          |                                                 |
| 10.                                             | Renger Guliker                                  | Abe van den Brink                               | Porsche 911 SC                                  | 6:01:26                                         | +45:02                                          |                                                 |